# Giuseppe Bellini (homme politique)
Pour les articles homonymes, voir Giuseppe Bellini et Bellini.
Giuseppe Bellini (Meldola, 5 mai 1862 - Forlì, 17 décembre 1932) est un avocat et homme politique italien, sénateur du Royaume et maire de Forlì à trois reprises, bien que la deuxième fois seulement pendant quelques mois.

## Biographie

### Adhésion au parti républicain
Né politiquement comme monarchiste, il abandonne rapidement ces sympathies pour rejoindre le Parti républicain italien (Partito Repubblicano Italiano), très fort en Romagne et à Forlì en particulier. En raison de ce choix, il est répertorié parmi les subversifs dans les fichiers de la police monarchiste et, plus tard, de la police fasciste. Il devient Sénateur du Royaume en 1919, mais n'est retiré de la liste des subversifs qu'en février 1930.

### Avocat
En tant qu'avocat il défend également des affaires très populaires auprès du public. Parmi celles-ci, citons la défense victorieuse d'Eugenio Valzania, républicain de Cesena, accusé de l'assassinat de son concitoyen, le socialiste Pio Battistini (en 1891) : les implications politiques évidentes, à une époque de luttes même violentes entre les différentes factions, font grand bruit lors du procès ; la défense, en 1904, d'Augusto Rotondi, plus connu sous le nom de "Zambuten", accusé d'exercice illégal de la médecine : c'est un guérisseur empirique, très apprécié par le peuple. Le procès se termine par une amende imposée à Zambuten, mais il continue à pratiquer son art sans se décourager, grâce à la faveur populaire. Il convient de noter qu'à l'époque, Bellini est déjà Maire de Forlì.

### Carrière politique
Membre du conseil municipal de Forlì en 1890, il est élu maire en 1901 (à partir du 2 septembre), fonction qu'il occupe jusqu'au 23 avril 1910, date à laquelle il démissionne à la suite de la controverse suscitée au sein du parti par sa participation aux funérailles de l'ancien Président du Conseil des ministres (Premier ministre) Alessandro Fortis.
Comme beaucoup de républicains, mais contrairement à Giuseppe Gaudenzi, il est un fervent interventionniste dans la Première Guerre mondiale. Il est à nouveau maire de Forlì le 21 septembre 1914, mais ne reste en fonction que quelques mois : il démissionne le 28 février 1915. Il est ensuite réélu maire le 22 juillet 1915 et reste en fonction jusqu'au 9 novembre 1919, date à laquelle il démissionne, après avoir été nommé sénateur le 6 octobre 1919.

#### Fonctions politico-administratives
- Maire de Forlì (2 septembre 1901-23 avril 1910. Démission) (8 août 1914-28 février 1915. Démission) (22 juillet 1915-9 novembre 1919).
- Président de la députation provinciale de Forlì
- Président du Conseil provincial de Forlì (21 septembre 1914-12 avril 1920. Démissionnaire)

#### Fonctions administratives
- Conseiller municipal de Forlì (1890-1919)

#### Fonctions sénatoriales
Fonctions
- Secrétaire (19 novembre 1925-21 janvier 1929)

Commissions
- Membre de la Commission parlementaire d'enquête sur les dépenses de guerre (19 juillet 1920-6 février 1923)
- Membre de la Commission de comptabilité interne (27 mars 1922-10 décembre 1923)
- Membre de la Commission pour l'examen du projet de loi "Garanties et modalités des avances sur l'indemnisation des dommages de guerre" (13 juillet 1922)Membre de la Commission pour l'examen du projet de loi "Constitution du parc national des Abruzzes" (15 juin 1923)Membre suppléant de la Commission d'accusation de la Haute Cour de Justice (14 novembre-10 décembre 1923).
- Membre de la Commission d'examen des projets de loi "tendant à la délégation des pleins pouvoirs au Gouvernement pour la réforme des Codes" (12 juin 1925-9 décembre 1929).
- Membre suppléant de la commission d'instruction de la Haute Cour de Justice (1er avril 1927-21 janvier 1929)
- Membre de la Commission des finances (2 mai 1929-17 décembre 1932)

## Décorations
- Chevalier de l'Ordre des Saints-Maurice-et-Lazare - 23 janvier 1896
 - Commandeur de l'Ordre des Saints-Maurice-et-Lazare - 1er juin 1930
 - Grand Officier de l'Ordre de la Couronne d'Italie - 2 janvier 1926